# Vydas Baravykas
Vydas Baravykas (* 12. Januar 1950 in Liudvinavas, Gemeinde Marijampolė) ist ein litauischer Politiker.

## Leben
Nach dem Abitur 1967 an der Sekundarschule Liudvinavas leistete er von 1968 bis 1970 den Sowjetarmeedienst und von 1971 bis 1977 absolvierte er ein Studium der Agronomie an der Lietuvos žemės ūkio akademija. Von 1977 bis 1989 war er Leiter des Atžalyno-Kolchos, von 1995 bis 1996 Leiter des Bezirks Alytus, 2000 Bürgermeister der Rajongemeinde Alytus, von 2000 bis 2004 Mitglied im Seimas.
Ab 1990 war er Mitglied der Lietuvos demokratinė darbo partija und seit 2001 ist er Mitglied der Lietuvos socialdemokratų partija.

## Quelle
1. ↑  2011 m. Lietuvos savivaldybių tarybų rinkimai (Memento des Originals vom 7. April 2011 im Internet Archive)  Info: Der Archivlink wurde automatisch eingesetzt und noch nicht geprüft. Bitte prüfe Original- und Archivlink gemäß Anleitung und entferne dann diesen Hinweis.

| Personendaten    | Personendaten                     |
| ---------------- | --------------------------------- |
| NAME             | Baravykas, Vydas                  |
| KURZBESCHREIBUNG | litauischer Politiker             |
| GEBURTSDATUM     | 12. Januar 1950                   |
| GEBURTSORT       | Liudvinavas, Gemeinde Marijampolė |